# Madagascarophis colubrinus citrinus
Madagascarophis colubrinus citrinus är en underart till ormen Madagascarophis colubrinus som beskrevs av BOETTGER 1877.